# Univerza Severne Karoline v Chapel Hillu
Univerza Severne Karoline v Chapel Hillu (v izvirniku angleško University of North Carolina at Chapel Hill, okrajšano tudi kot UNC, UNC Chapel Hill, Univerza Severne Karoline ali Carolina) je javna univerza s sedežem v kraju Chapel Hill, Severna Karolina, Združene države Amerike. Ponuja preko 70 dodiplomskih in skoraj toliko doktorskih študijskih programov, ki jih je v začetku leta 2018 obiskovalo približno 30.000 študentov. Večina študentov izhaja iz lokalnega okolja, saj mora biti po pravilniku vsaj 82 % vpisanih v prvi letnik prebivalcev Severne Karoline.
Je prva javna univerza z ustanovno listino skladno z ameriško ustavo in ena od treh visokošolskih ustanov, ki si lastijo naziv najstarejše javne univerze v državi. Formalno je bila ustanovljena po sklepu generalnega zbora Severne Karoline 11. decembra 1789, študente pa je pričela sprejemati leta 1795 po izgradnji prvega poslopja sedanjega kampusa.
Po več nacionalnih lestvicah je ena najboljših javnih univerz v državi. Komentatorji so jo razglasili za »Public Ivy« – javno univerzo, ki je po kakovosti primerljiva z elitnimi zasebnimi univerzami iz združenja Ivy League. Z njo sta povezana dva Nobelova nagrajenca: Oliver Smithies (nagrada za fiziologijo ali medicino 2007) in Aziz Sancar (nagrada za kemijo 2017), ki sta ob prejemu nagrade tu delovala kot profesorja.